# Pavel Kuka

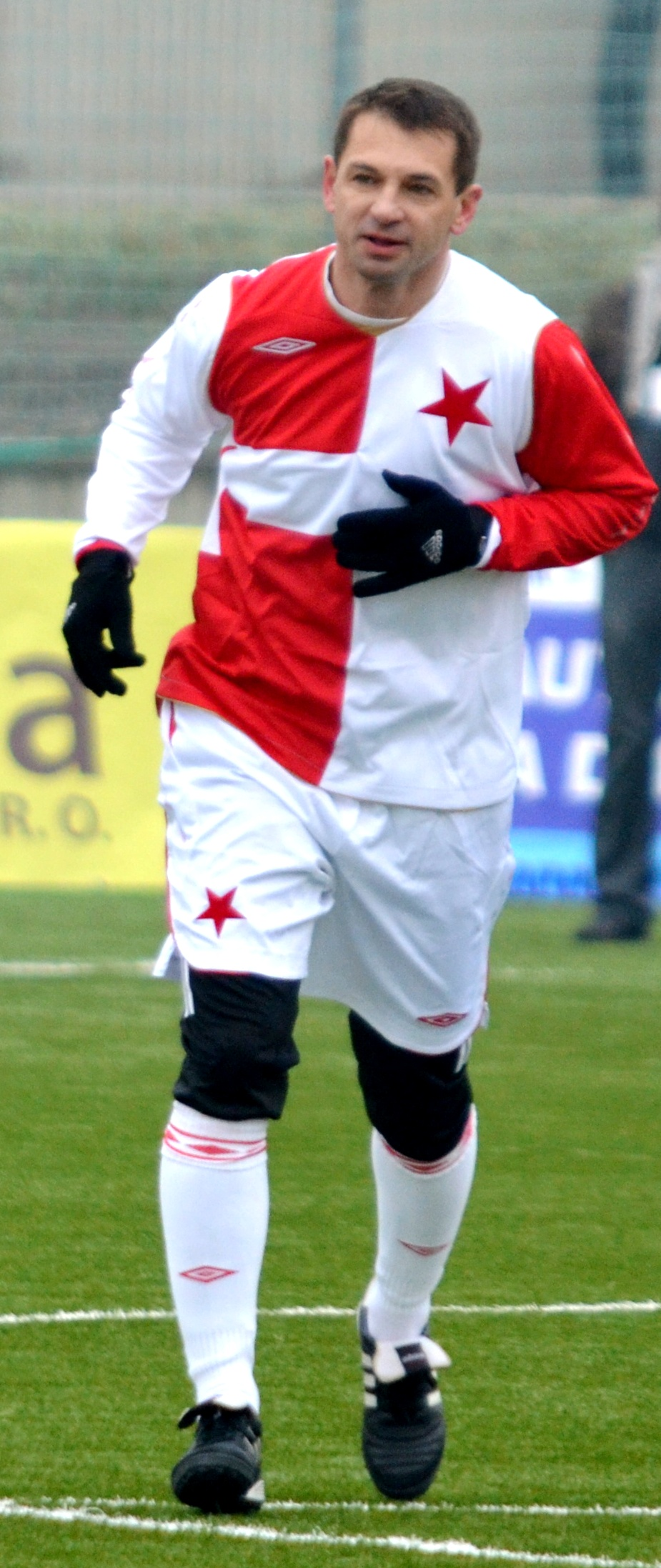
Pavel Kuka (2013)

Pavel Kuka (* 19. července 1968 Praha) je bývalý český profesionální fotbalista, který hrával na pozici útočníka. Svou hráčskou kariéru ukončil v létě 2005 v pražské Slavii. Mezi lety 1991 a 2002 odehrál 87 utkání v dresu československé respektive české reprezentace, v nichž vstřelil 29 branek. Zúčastnil se EURO 1996 a EURO 2000.
Pavel Kuka má na svém kontě 271 zápasů v domácí nejvyšší soutěži a vsítil v nich 104 gólů. V lize nastoupil poprvé v sezóně 1987/88 a zahrál si za Cheb a Slavii. V roce 1994 se přesunul do Německa, kde působil čtyři roky v Kaiserslauternu, následně si zahrál také za Norimberk a Stuttgart. V létě 2000 se vrátil do Slavie, kde ukončil o pět let později svou kariéru.
Mezi prosincem 2012 a prosincem 2014 byl Kuka sportovním manažerem Viktorie Plzeň. Stejnou roli plnil i v Příbrami a Viktorii Žižkov.

## Klubová kariéra

### Slavia Praha
Od svých šesti let hrál za Slavii Praha. Když v osmdesátých letech přišel do slávistického B-týmu, hrál na postu pravého obránce či stopera. Jenže v B-týmu se v roce 1986 vracel po zranění reprezentační obránce Luboš Kubík, a mladý Kuka mu musel uvolnit své místo v obraně. Poté začal hrát v útoku.

#### Na vojně v Chebu
Své první ligové zápasy odehrál až na vojně v dresu RH Cheb, dne 30. srpna 1987 debutoval v zápase proti Vítkovicím. Svůj první prvoligový gól vstřelil Kuka 21. května 1988 při remíze 1:1 s Olomoucí. Během dvou let v Chebu odehrál 36 utkání v československé nejvyšší soutěži, v nichž vstřelil 9 branek.

#### Návrat do Slavie
Do Slavie se vrátil v roce 1989. Kuka se ihned stal stabilním členem základní sestavy Slavie; 1. září 1989 vstřelil svou první branku v pražském dresu při výhře 3:1 nad Duklou. Ve své první sezóně ve slavistickém dresu vstřelil 2 branky ve 29 ligových zápasech.
O místo v základní sestavě Kuka nepřišel ani v ročníku 1990/91. Ve 27 ligových utkáních vstřelil 13 branek a patřil k nejlepším střelcům celé soutěže.
V roce 1991 koupil Slavii Boris Korbel, který neváhal utratit peníze za kvalitní hráče, a tak se Kukovými spoluhráči stali např. Jan Suchopárek, Dragiša Binić, Patrik Berger nebo Radim Nečas. Právě vedle nich se Kuka stal opravdovou hvězdou. V ročníku 1991/92 zaznamenal 19 branek ve 27 zápasech.
V sezoně 1992/1993 nastřílel 23 branek, ale o titul krále střelců ho připravil tehdy mladý útočník Slovanu Bratislava Peter Dubovský.

### Kaiserslautern
V zimě roku 1993 odešel Pavel Kuka do 1. FC Kaiserslautern, kde v té době působil i Miroslav Kadlec. V jarní části sezóny 1993/94 se Kuka rychle prosadil do základní sestavy bundesligového celku, v 10 zápasech vstřelil 8 branek a přidal 5 asistencí. Svou první branku vstřelil 19. března při prohře 3:2 na půdě Leverkusenu. 10. dubna zaznamenal hattrick při vysoké výhře 7:1 s Duisburgem a o týden později dvěma góly a asistencí rozhodl o vítězství 4:0 nad Bayernem Mnichov.
Kuka patřil ke klíčovým hráčům Kaiserslauternu i v následující sezóně, v lize vstřelil 16 branek, další 2 přidal v německém poháru a tři v Poháru UEFA.
V ročníku 1995/96 vyhrál Kuka s německým klubem DFB-Pokal, nastoupil i ve finále proti Karlsruheru, které Die Roten Teufel vyhráli 1:0. Kaiserslauternu se ale nedařilo v ligové soutěži, ze které i přes 10 branek Pavla Kuky sestoupil do druhé bundesligy.
Po úspěchu na EURO 1996 měl Kuka spoustu nabídek ze zahraničí, hlavně z Anglie. Zůstal ale v Kaiserslauternu, který strávil následující sezonu ve 2. lize. V ročníku 1996/97 pomohl Kuka 14 brankami klubu k postupu zpátky mezi německou elitu.
V následující sezóně přišel Kuka o místo v základní sestavě, i přesto vstřelil 7 branek a svými výkony se podepsal pod překvapivý titul Kaiserslauternu v německé nejvyšší soutěži.

### Norimberk
V létě 1998 se Kuka po zisku německého titulu přesunul do Norimberku. V sezóně vstřelil 10 ligových branek ve 28 zápasech a pomohl týmu k záchraně v Bundeslize.

### Stuttgart
V červenci 1999 Kuka opět přestoupil v rámci Německa, tentokráte podepsal smlouvu s VfB Stuttgart. V týmu se ale trápil, ve své jediné sezóně v dresu Stuttgartu vstřelil jedinou branku ve 21 soutěžních zápasech. V létě 2000 si zahrál na mistrovství Evropy a následně spolupracoval na vytvoření počítačové hry FIFA 2001.

### Návrat do Slavie
Poté, co Kuka nenastoupil do úvodních šesti kol v sezóně 2000/01 v dresu Stuttgartu, rozhodl se vrátit zpátky do pražské Slavie. Hned ve svém prvním utkání po návratu se střelecky prosadil do sítě Příbrami. 16. března 2001 zaznamenal hattrick v pražském derby proti Spartě, které skončilo remízou 4:4. Přestože neodehrál celou sezonu, stal se druhým nejlepším střelcem ligového ročníku 2000/2001 a za prvním Vítězslavem Tumou zaostal pouze o jeden gól. Nejlepším střelcem české ligy se Kuka nikdy nestal.
V sezóně 2001/02 skóroval v předkole Ligy mistrů proti řeckému Panathinaikosu, na postup do základní skupiny to však nestačilo. Kuka vstřelil tři branky také v prvních čtyřech ligových kolech, ve zbytku sezóny jej ale trápila častá zranění, a tak nastoupil dohromady jen do 13 soutěžních utkání.
V sezóně 2002/03 se Kuka vrátil zpátky do základní sestavy Slavie, ve 33 soutěžních utkáních vstřelil 9 branek. Od léta 2003 vedl Kuka Slavii jako kapitán, v ročníku 2003/04 si připsal 5 branek a pomohl týmu ke konečné čtvrté příčce v lize.
Svůj poslední ligový zápas odehrál ve 29. kole ročníku 2004/2005 na hřišti Baníku Ostrava dne 28. května 2005. Když jej ve druhém poločase střídal Pavel Fořt, tleskali mu i příznivci Baníku. Svůj poslední zápas před domácím publikem sehrál o tři dny dříve na stadionu Evžena Rošického na Strahově proti Zlínu; Kuka vstřelil jedinou branku utkání.
V roce 2017 byl Kuka na slavnostním galavečeru oslav 125. výročí založení Slavie Praha nominován do útočné řady Hvězdné jedenáctky posledních pětadvaceti let a navíc se stal i absolutním vítězem celé ankety, kdy dostal od fanoušků nejvíce hlasů ze všech zvolených slávistů.

## Reprezentační kariéra

### Československá reprezentace
Kuka debutoval v československé reprezentaci v srpnu 1990 v přátelském utkání proti Finsku, ve kterém vstřelil také svůj první reprezentační gól. V československém národním týmu odehrál 24 utkání, v nichž vstřelil 7 branek.

### Česká reprezentace
Po rozpadu Československa patřil Kuka k základním stavebním kamenům české reprezentace. Své první dvě branky v ní vstřelil 25. května 1994 při výhře 5:3 nad Litvou.

#### EURO 1996
Po úspěšné kvalifikaci si národní tým zahrál na Mistrovství Evropy ve fotbale 1996 v Anglii. Kuka byl na šampionát nominován jako útočník číslo jedna po boku Radka Druláka. Po úvodní prohře 0:2 s Německem, porazili Češi favorizovanou Itálii 2:1 a v posledním zápase skupiny potřebovali bodovat proti Rusku. Kuka jednou skóroval při remíze 3:3 a pomohl k postupu do čtvrtfinále. V něm národní tým porazil Portugalsko, v následném semifinále po penaltovém rozstřelu vyhráli nad Francií, a to i bez Kuky, který byl vykartován. Kuka odehrál celé finálové utkání proti Německu, které Češi prohráli 1:2 po prodloužení. Stříbrnou medaili pak Kuka přebíral na stadionu ve Wembley spolu s ostatními českými reprezentanty od anglické královny Alžběty II.
Kuka v roce 1997 nastoupil v české reprezentaci na Konfederačním poháru FIFA. Na turnaji odehrál všechna utkání a pomohl k zisku bronzových medailí.

#### EURO 2000
Zahrál si také na EURO 2000, které se konalo v Nizozemsku a v Belgii. V prvním zápase proti domácímu Nizozemsku nastoupil na závěrečné minuty, stejně tak v posledním utkání skupiny proti Dánsku. Na turnaji branku nevstřelil, Češi ze základní skupiny se ziskem tří bodů nepostoupili.
Své poslední reprezentační góly vstřelil Kuka v utkání kvalifikace na Mistrovství světa 2002 proti Severnímu Irsku, které Češi vyhráli 3:1. Dva góly dal Kuka, jeden jeho nástupce v českém útoku Milan Baroš. Do baráže o postup na MS proti Belgii nezasáhl kvůli zranění.

## Úspěchy
- mistr Německa: 1998
- vítěz DFB-Pokalu: 1996
- vítěz českého fotbalového poháru: 2002
- finalista Mistrovství Evropy: 1996
- člen Klubu ligových kanonýrů

## Klubové statistiky
| Tým                    | Sezona                 | Liga           | Liga           | Domácí pohár   | Domácí pohár   | Evropské poháry | Evropské poháry |
| Tým                    | Sezona                 | Zápasy         | Góly           | Zápasy         | Góly           | Zápasy          | Góly            |
| Československo         | Československo         | Československo | Československo | Československo | Československo | Československo  | Československo  |
| ---------------------- | ---------------------- | -------------- | -------------- | -------------- | -------------- | --------------- | --------------- |
| RH Cheb                | 1987/88                | 14             | 3              |                |                | -               | -               |
| RH Cheb                | 1988/89                | 22             | 6              |                |                | 2               | 2               |
| Slavia Praha           | 1989/90                | 29             | 2              |                |                | -               | -               |
| Slavia Praha           | 1990/91                | 27             | 13             |                |                | -               | -               |
| Slavia Praha           | 1991/92                | 27             | 19             |                |                | -               | -               |
| Slavia Praha           | 1992/93                | 30             | 23             |                |                | 2               | 1               |
| Česko                  |                        |                |                |                |                |                 |                 |
| Slavia Praha           | 1993/94                | 12             | 5              |                |                | 2               | 0               |
| Německo                |                        |                |                |                |                |                 |                 |
| Kaiserslautern         | 1993/94                | 10             | 8              | -              | -              | -               | -               |
| Kaiserslautern         | 1994/95                | 34             | 16             | 5              | 2              | 4               | 3               |
| Kaiserslautern         | 1995/96                | 30             | 10             | 6              | 4              | 3               | 0               |
| Kaiserslautern         | 1996/97 (2. liga)      | 25             | 14             | 1              | 0              | 2               | 0               |
| Kaiserslautern         | 1997/98                | 22             | 5              | 2              | 2              | -               | -               |
| Norimberk              | 1998/99                | 28             | 10             | 2              | 0              | -               | -               |
| Stuttgart              | 1999/00                | 20             | 1              | 1              | 0              | -               | -               |
| Stuttgart              | 2000/01                | -              | -              | 1              | 0              | 2               | 0               |
| Česko                  |                        |                |                |                |                |                 |                 |
| Slavia Praha           | 2000/01                | 25             | 14             | 1              | 0              | -               | -               |
| Slavia Praha           | 2001/02                | 10             | 6              | 2              | 0              | 3               | 1               |
| Slavia Praha           | 2002/03                | 25             | 7              | 3              | 4              | 8               | 2               |
| Slavia Praha           | 2003/04                | 27             | 4              | 1              | 1              | 8               | 2               |
| Slavia Praha           | 2004/05                | 22             | 2              | 2              | 0              | 2               | 0               |
| Celkem domácí liga     | Celkem domácí liga     | 271            | 104            |                |                | 25              | 6               |
| Celkem 1. liga Německo | Celkem 1. liga Německo | 144            | 50             | 17             | 8              | 7               | 3               |
| Celkem 2. liga Německo | Celkem 2. liga Německo | 25             | 14             | 1              | 0              | 2               | 0               |

pozn: u sezony 2000/01 v bilanci v Evropských pohárech je kurzívou bilance Kuky v Poháru Intertoto 2000. Kvůli startu v této soutěži v dané sezoně nesměl po přestupu do Slavie nastoupit v Poháru UEFA. Pohár Intertoto hrál i za Cheb v létě 1988.[zdroj?] Bilance z Intertota není ve spodní části přičtena do celkové bilance v pohárech.

## Funkcionářská kariéra
Po skončení aktivní kariéry se v roce 2006 stal generálním manažerem klubu Marila Příbram, po půl roce ale na vlastní žádost z rodinných důvodů odešel. V roce 2008 byl Kuka sportovním ředitelem Viktorie Žižkov.
Mezi prosincem 2012 a prosincem 2014 byl Kuka sportovním manažerem Viktorii Plzeň.
Kuka je zakladatelem a zároveň předsedou občanského sdružení CZECH TEAM 96, které vzniklo v červenci roku 2008.